# ريمو فنتوري
ريمو فنتوري (بالإيطالية: Remo Venturi) هو متسابق دراجات نارية إيطالي. نافس في سباقات بطولة العالم لفئة 500 سي سي ولفئة 350 سي سي ولفئة 250 سي سي ولفئة 125 سي سي ولفئة 50 سي سي.